# Podolestes atomarius
Podolestes atomarius är en trollsländeart som beskrevs av Maurits Anne Lieftinck 1950. Podolestes atomarius ingår i släktet Podolestes och familjen Megapodagrionidae. Inga underarter finns listade i Catalogue of Life.